# اووی خاله
اووی خاله (انگلیسی: Ove Aunli; ۱۲ مارس ۱۹۵۶ – ) اسکی‌باز صحرانوردی اهل نروژ بود.